# Sequeiró
Sequeiró ist ein Ort und eine ehemalige Gemeinde (Freguesia) im Norden Portugals.

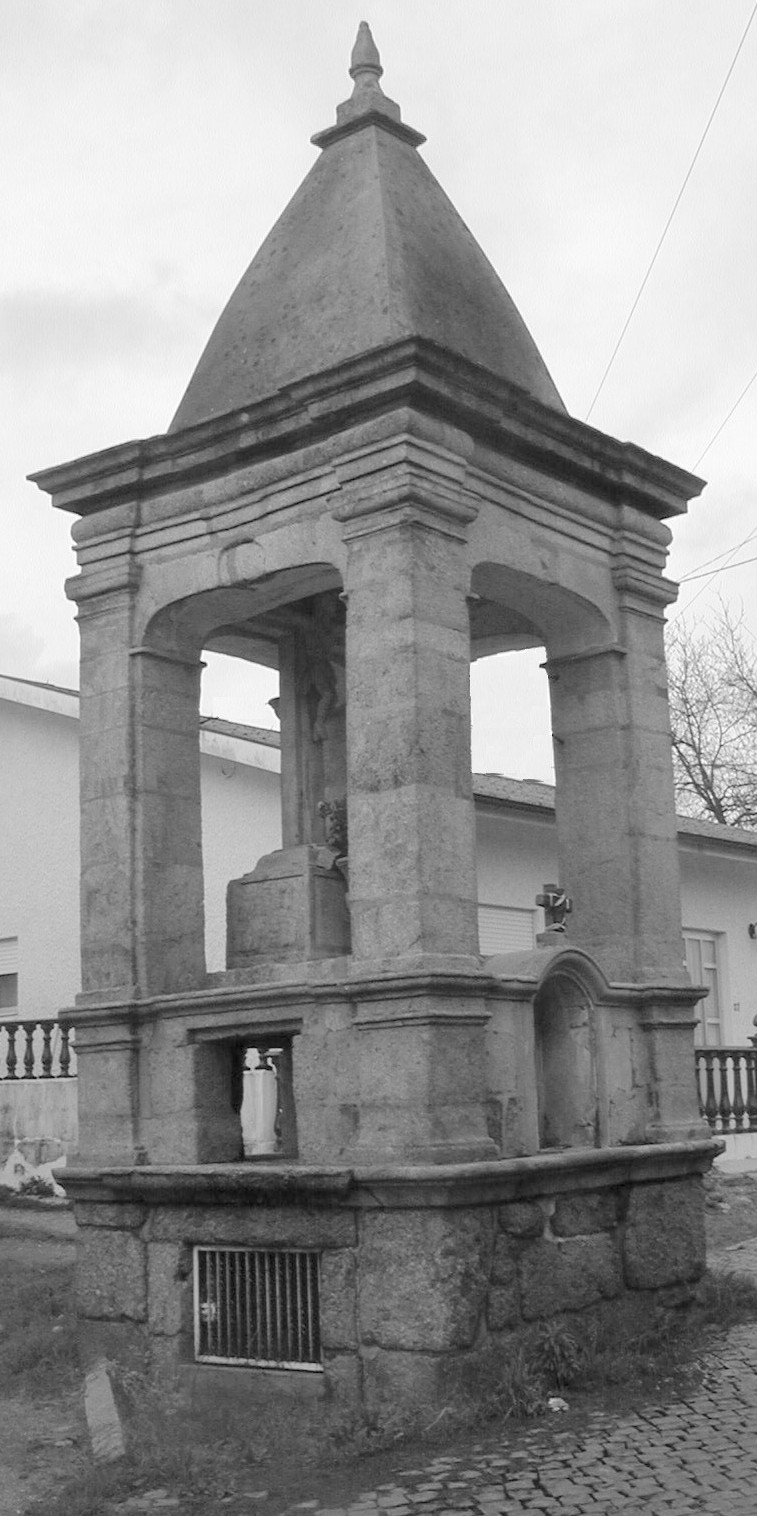
Senhor do Padrão in der Ortschaft Gomariz

Sequeiró gehört zum Kreis Santo Tirso im Distrikt Porto. Die Gemeinde hatte eine Fläche von 2,36 km² und 1627 Einwohner (Stand 30. Juni 2011).
Am 29. September 2013 wurden die Gemeinden Sequeiró, Lama, Palmeira und Areias zur neuen Gemeinde União das Freguesias de Areias, Sequeiró, Lama e Palmeira zusammengeschlossen.